# Agneza Rimska
Agneza (Rim, oko 291. – Rim, oko 304.) bila je kršćanska svetica i mučenica.

## Životopis
Rođena je oko 291. godine. Bila je podrijetlom iz plemenitaškog roda. S 12 godina daje zavjet djevičanstva. Zbog svoje kršćanske vjere odbijala se udati za Prokopija, sina rimskog prefekta Simfronija te je stavljena u tamnicu.
Nakon toga je odvedena da žrtvuje rimskim bogovima te da se odrekne 
kršćanstva, što je onda odbila. Zatim joj je bilo ponuđeno da bude vestalka što je također odbila. Nakon toga je odvedena da je Prokopije siluje, ali je on tada umro na mjestu. Prema predaji, bačena je na lomaču, iz koje je izašla netaknuta. Na kraju joj je odrubljena glava.
Pokopana je u katakombama na Via Nomentana gdje je kasnije podignuta bazilika. Relikvija njezine glave čuva se u njoj posvećenoj crkvi  na trgu Navona u Rimu.

## Štovanje
Spominje se prvi put u pisanom dokumentu „Depositio martyrum” u 4. stoljeću.
Na njezin blagdan, 21. siječnja, u njoj posvećenoj crkvi u Rimu tradicionalno se blagoslivljaju dva janjeta okićena ružičastim vrpcama i cvijećem. Janajd se nalaze u košarici obloženoj bijelom svilom koja se polože na oltar. Crkveni zbor za to vrijeme pjeva: „S desne joj je strane stajalo janje, bjelje od snijega”. Svećenik moli nad janjadi, blagoslovi ih i šalje ih Svetom Ocu. Nakon što ih papa blagoslovi nose ih u samostan svete Cecilije. Redovnice ih redovno šišaju te prerađuju njihovu vunu za izradu palija.
Dana 28. siječnja slavilo se „Prikazanje svete Agneze”.
Uz njen lik prikazuju janje što simbolizira djevičansku nevinost, mač ili plamen kao simboli mučeništva, a katkad je prikazana s dugom kosom ili odjevena u bijelu haljinu.

### Crkve
- Bazilika svetog Jakova i svete Agneze u Nysi
- Katedrala svete Agneze u Rockville Centru
- Katedrala svete Agneze u Springfieldu
- Sant'Agnese in Agone
- Sant'Agnese fuori le mura
- Crkva svete Agneze u Kölnu

### Ostalo
- Katakombe svete Agneze

### Knjige
- Iveković, Francisko. 1892. Životi svetaca i svetica Božjih: Siječanj, veljača, ožujak. Dijel 1. 2. izdanje. Hrvatsko katoličko tiskovno društvo. Zagreb.
- Sveta Agneza zaštitnica kršćanske mladeži. Mala omladinska biblioteka. Zagreb. 1935
- Agneza. Hrvatska enciklopedija. Zagreb. 1941

### Mrežna sjedišta
- sv. Agneza. Hrvatska enciklopedija LZMK. Pristupljeno 4. siječnja 2025.

## Vanjske poveznice
Ostali projekti
|  | Zajednički poslužitelj ima još gradiva o temi Agneza Rimska |